# Imitacja życia
Imitacja życia (ang. Imitation of Life) – amerykański film z 1934 roku w reżyserii Johna M. Stahla.

## Obsada
- Claudette Colbert jako Beatrice "Bea" Pullman
- Louise Beavers jako Delilah Johnson
- Fredi Washington jako Peola Johnson (19 lat)
- Dorothy Black jako Peola Johnson (9 lat)
- Sebie Hendricks jako Peola Johnson (4 lata)
- Rochelle Hudson jako Jessie Pullman (18 lat)
- Marilyn Knowlden jako Jessie Pullman (8 lat)
- Juanita Quigley jako Baby Jessie Pullman (3 lata)
- Warren William jako Stephen "Steve" Archer
- Ned Sparks jako Elmer Smith
- Alan Hale jako Martin
- Henry Armetta jako malarz
- Wyndham Standing jako Jarvis, lokaj Beatrice
- William Austin jako Anglik na przyjęciu (niewymieniony w czołówce)
- Edgar Norton jako lokaj na przyjęciu (niewymieniony w czołówce)
- Alma Tell jako pani Craven (niewymieniona w czołówce)

## Nagrody i nominacje
| Nazwa nagrody | Wygrane       | Nominacje |
| ------------- | ------------- | --- |
| Oscar         | bez rezultatu | 1935 Najlepszy film wytwórnia Universal Najlepszy asystent reżysera Najlepszy dźwięk Theodore Soderberg Universal Studio Sound Department |

## Wyróżnienia
| Data wpisania | National Film Registry |
| ------------- | --- |
| 2005          | Lista filmów budujących dziedzictwo kulturalne USA utworzona przez National Film Preservation Board i przechowywana w Bibliotece Kongresu Stanów Zjednoczonych |